# Carlos Felipe Ximenes Belo
Carlos Felipe Ximenes Belo SDB. (Baucau, Timor portugués, 3 de febrero de 1948) es un obispo católico salesiano titular de Lorium, que fue administrador apostólico de Dili, capital de Timor Oriental, y Premio Nobel de la Paz en 1996.

## Primeros años
Ximenes es el quinto de seis hermanos, cuatro chicos y dos chicas, de una familia muy sencilla. Su padre, profesor y catequista, falleció cuando él tenía dos años. La familia quedó sin sustento. Por eso en algunas ocasiones, Ximenes siendo muy pequeño, se vio obligado a tener que pedir arroz en los pueblos cercanos.
Desde los 5 a los 14 años, su vida estuvo ligada al pastoreo de búfalos. Tras cursar estudios primarios en Bacau, ingresó en 1962 en el seminario de Menegah de Dili. Tenía entonces catorce años y su vocación no estaba muy definida. En un principio quiso ser jesuita, pero su padre espiritual le advirtió de que en la Compañía de Jesús no se permitía ser obispo, ⁣ por lo que decidió ingresar en el seminario de los Salesianos de Ossu. Luego pasó al seminario menor de Dare, en las afueras de Dili, donde se graduó en 1968.
Más tarde se trasladó al seminario de Manique, en Portugal, y estudió Teología en Estoril. Después completaría sus estudios en la Universidad Pontificia Salesiana de Roma. Este último período de formación se extendió desde 1969 hasta 1981, con un paréntesis entre 1974 y 1976, en el que ocupó destinos pastorales en Timor Oriental y en el colegio salesiano Don Bosco, de Macao.
De regreso en Portugal, Ximenes Belo fue ordenado sacerdote y cantó su primera misa el 26 de julio de 1980 en Lisboa. Ese mismo año se licenció en Teología Espiritual y en julio de 1981 volvió a Timor Oriental al ser nombrado maestro de novicios salesianos en la casa de Fatumaca, labor que desarrolló durante 20 meses y compatibilizó durante otros dos meses con el puesto de director del centro.

## Obispo
En 1983 el papa Juan Pablo II lo nombró administrador apostólico de Dili, en sustitución de Martinho da Costa Lopes, puesto que depende directamente del papa. En 1988 fue ordenado obispo de la diócesis extinta italiana de Lorium, en Lanzio, pero sin dejar sus responsabilidades como administrador de la de Dili. En 2002 el papa Juan Pablo II aceptó su dimisión como administrador de Dili.

## Trayectoria posterior

### Lucha contra Indonesia
Ximenes acostumbraba visitar los poblados controlados por el ejército indonesio en los cuales las mujeres eran maltratadas y violadas. El obispo, gran defensor de los derechos humanos, comenzó así a denunciar la situación a través de la predicación y cartas pastorales. Desde entonces, ha llevado a cabo una crítica moderada pero sistemática de la presencia militar indonesia en la isla y ha contribuido a confeccionar listas de desaparecidos y a dar conocimientos de los abusos que se estaban cometiendo.
También se ha manifestado contra los métodos de los combatientes por la independencia (el Fretilin), a quienes acusó de provocar al gobierno al dedicarse a matar y a robar.
En mayo de 1989 Ximenes provocó la ira de las autoridades de Indonesia con una carta pidiendo a la ONU que iniciara un proceso de descolonización mediante la celebración de un referéndum en Timor Oriental, excolonia portuguesa ocupada por Indonesia desde 1975. Ximenes no recibió respuesta.
El obispo de Dili es un hombre perseguido. Su fax y su teléfono están intervenidos y siguen así a donde vaya. Tanto que desde el supuesto intento de envenenamiento del exgobernador de Timor Oriental, Mario Carrascalo, ocurrido en noviembre de 1991, Ximenes Belo rehúsa comer nada que no sea preparado por su personal.
En marzo de 1995 llegó a acusar al ejército de Indonesia de querer asesinarlo en dos ocasiones. La primera en 1989, con motivo de la carta enviada a la ONU, y la segunda en noviembre de 1991, cuando un grupo de parlamentarios portugueses planeaba ir a Timor Oriental. Un tercer intento de asesinato lo sufrió el 24 de diciembre de 1996.

### Premio Nobel
Su lucha por conseguir la paz y la justicia en su tierra le valió ser galardonado con el Premio Nobel de la Paz el 11 de octubre de 1996, de forma compartida con José Ramos Horta. Ambos fueron premiados por:

"su larga labor en busca de una solución pacífica al conflicto de Timor Oriental"

La premiación de Belo con tal galardón provocó todo tipo de reacciones. Mientras que la clase política portuguesa, la Santa Sede y Amnistía Internacional se congratularon por ello, el gobierno del general Suharto dijo que la decisión era injustificada y no tenía fundamento.
En febrero de 1998 Ximenes Belo visitó España, invitado por Manos Unidas, al cumplirse el cincuentenario de la Declaración Universal de los Derechos Humanos. Belo, que mantuvo una reunión con el presidente del gobierno, José María Aznar, aprovechó su viaje para recabar la solidaridad de las autoridades nacionales, regionales y políticas a favor de la independencia de su país.
Tras la caída del presidente Suharto en mayo de 1998, el 24 de junio de ese año se entrevistó con el nuevo presidente de Indonesia, Yusuf Habibie, quien le prometió que retiraría las tropas «gradualmente» de Timor Oriental, una de las peticiones de Ximenes Belo a las que se sumaban la realización de un referéndum de autodeterminación o la enseñanza del tetun (lengua autóctona) en las escuelas.
En los siguientes seis meses declinó el ofrecimiento para mantener nuevos contactos con los responsables políticos de Indonesia en tanto no se cumplieran sus exigencias. Valoró positivamente el novedoso ofrecimiento de Habibie de posible independencia, efectuado a finales de enero de 1999, aunque ello dependía del nuevo parlamento indonesio que saldría de las elecciones de junio, si bien el obispo Ximenes Belo tenía que ese proceso podría ser extremadamente lento.
En crisis por los atentados de grupos partidarios o detractores de la independencia de Timor Oriental, el Obispo pidió que cesaran las hostilidades entre estos grupos y previó que necesitarían al menos 15 años para que se produjera la reconciliación. Además, pidió que un tribunal internacional juzgase las violaciones de los derechos humanos cometidas durante los 23 años de dominio indonesio.
Tras la matanza cometida por grupos anexionistas en la iglesia de Liquisa, el 11 de abril de 1999, resultó ileso de un ataque de milicianos contra la caravana de vehículos que acababa de salir de esa ciudad.
Pocos días después de una nueva matanza en Dili efectuada por paramilitares, el 21 de abril los grupos armados (Independentista y proindonesio) firmaron en su casa un acuerdo de tregua. Culpó de la violencia que se vivía en Timor Oriental a los servicios secretos y a los militares indonesios.
Después de apoyar el acuerdo alcanzado entre Portugal e Indonesia el 5 de mayo, por el que la isla gozaría de una amplia autonomía, a finales de junio promovió la celebración en Yakarta de unas conversaciones por la reconciliación, a la que asistieron representantes de los bandos de timorenses en conflicto, si bien no culminó con acuerdos sustanciales.
El referéndum sobre la amplia autonomía, supervisado por la ONU, se celebró el 30 de agosto de 1999, después de un aplazamiento por problemas de logística y seguridad.
En julio de 2004 decidió marcharse a Mozambique como misionero.

### Abusos sexuales a menores
En 2019, la Santa Sede recibió informaciones referentes a «malas prácticas» de Belo en el desempeño de su labor pastoral. La oficina vaticana de abusos sexuales reveló en 2022 que había sancionado en secreto a Belo dos años atrás, y se le habría prohibido mantener contacto con menores o con Timor Oriental a raíz de dichos informes.
Organizaciones de supervivientes de abusos sexuales a manos de clérigos como Bishop Accountability o SNAP —principal grupo estadounidense de sobrevivientes—, así como Stéphane Dujarric —portavoz de la ONU— instaron, en octubre de 2022, al papa Francisco a que autorice una investigación exhaustiva de los archivos de la Iglesia católica para esclarecer los hechos y el modo en que la Iglesia tuvo conocimiento de dichos abusos.
Ximenes Belo reside actualmente en Portugal. Fue acogido por los salesianos a petición de sus superiores, aunque se desconoce su paradero. Medios informativos portugueses no han logrado contactar con él para que responda de las acusaciones.

## Reconocimientos
Además del premio Nobel de la Paz, el 19 de febrero fue nombrado doctor honoris causa por la Universidad Pontificia Salesiana de Roma. 
El 6 de agosto de 1998 fue condecorado con la Gran Cruz de la Orden de la Libertad por el presidente portugués, Jorge Sampaio.
El 7 de junio de 2006, recibió el doctorado honoris causa por la Universidad CEU Cardenal Herrera en Moncada, provincia de Valencia, España.